# Iguanodectes rachovii
Iguanodectes rachovii és una espècie de peix de la família dels caràcids i de l'ordre dels caraciformes.

## Morfologia
- Els mascles poden assolir 6,2 cm de llargària total.[4]

## Hàbitat
Viu en zones de clima tropical.

## Distribució geogràfica
Es troba a Sud-amèrica: riu Amazones (des de Manaus fins a Belém) i rius costaners a prop de Belém (incloent-hi el riu Capim) al Brasil.